# Faberpark
Faberpark – park w stylu angielskim w Norymberdze założony obok willi zamku Faberschloss w 1852. Willa, zamek i park należały do rodziny Faber, właścicieli fabryki ołówków w pobliskim Stein. W parku znajduje się sztuczne jezioro z wyspą a na niej znajduje się ruina, mauzoleum rodziny Faber i neorenesansowa willa z 1842. Od 1984 park jest ogólnodostępny.

## Źródła
- Michael Diefenbacher, Rudolf Endres (Hrsg.): Stadtlexikon Nürnberg. 2., verbesserte Auflage. W. Tümmels Verlag, Nürnberg 2000, ISBN 3-921590-69-8 (